# Leugens (Herman van Veen)
Leugens is een single van Herman van Veen.
Leugens is geschreven door Antwerpenaar Evert Verhees en Daria de Martynoff. De oorspronkelijke titel luidt Mentir ("Liegen") en werd uitgegeven op single door Maurane. Van Veens versie gaat over dat een leugen uiteindelijk meer pijn doet dan welke waarheid dan ook.
De B-kant Wat je liever vergeet (of alternatief Je weet niet wat je ziet) over uiterlijk tegenover innerlijk, is geschreven door Hanneke Holzhaus, Herman van Veen en zijn muziekproducenten Erik van der Wurff en Nard Reijnders.
Leugens haalde in beide versies de Nederlandse en Belgische hitparades niet.